# Radojka
Radojka (presentada en algunos países como Si te mueres, me mato o El Freezer) es una obra de teatro del género comedia de humor negro de los dramaturgos uruguayos Fernando Schmidt y Christian Ibarzabal. Estrenada en 2015 en Uruguay, la obra ha tenido múltiples  adaptaciones en América y Europa.

## Trama
La trama se centra en dos mujeres que han dedicado los últimos años a cuidar de una anciana. Su rutina se ve alterada por un acontecimiento repentino e irreversible que las obliga a ingeniar un plan tan descabellado como arriesgado para poder conservar su fuente de trabajo. Esta decisión las sumerge en una espiral de situaciones límite, explorando con humor negro temas como la precariedad, la convivencia y los dilemas morales.

## Premios y nominaciones
La obra y sus diferentes producciones han sido reconocidas con importantes premios y nominaciones en la industria teatral:
- Premios Estrella de Mar 2022 (Mar del Plata, Argentina)
  - Ganadora: Mejor Comedia.[1]

- Premios Carlos 2023 (Villa Carlos Paz, Argentina)
  - Ganadora: Mejor Comedia.[2]

- Premios ACE (Argentina)
  - Nominación: Mejor Comedia y Mejor Dirección.[3]

- Premios Talía 2024 (Nueva York, Estados Unidos)
  - Nominación: Mejor Producción de Artes Escénicas de Nueva York de Autoría Hispana Contemporánea.[4]

## Producciones internacionales
| País                        | Título                             | Año(s)          | Elenco Principal y Dirección/Producción | Teatro(s)                                          | Fuente |
| --------------------------- | ---------------------------------- | --------------- | --- | -------------------------------------------------- | ------ |
| Argentina                   | Radojka                            | 2021-Presente   | Con un sistema de elencos rotativos, las duplas incluyeron a: Patricia Palmer y Cecilia Dopazo (estreno); Patricia Palmer y Victoria Carreras; Emilia Mazer y Marcela Kloosterboer; Patricia Viggiano y Esther Goris; Viviana Saccone y Eugenia Tobal. | Teatro Picadilly / Metropolitan / Giras nacionales | [ 5 ]  |
| Brasil                      | Radojka                            | 2024-Presente   | Elenco rotativo incluyó a Tania Bondezan con Marisa Orth, y luego Tania Bondezan con Fabiana Karla. Dir: Odilon Wagner. | Teatro FAAP (São Paulo)                            | [ 6 ]  |
| Chile                       | El Freezer / Si te mueres, me mato | 2016, 2023-2024 | 2016: Cristina Tocco y Tatiana Molina. 2023: Paola Volpato y Patricia Rivadeneira. 2024: Araceli Vitta y Claudia Aravena. | Teatro San Ginés / Teatro Mori                     | [ 7 ]  |
| Colombia                    | Si te mueres, me mato              | 2025            | Ana María Sánchez con Marcela Benjumea y Marcela Gallego. Dir: Santiago Alarcón. | Teatro Nacional                                    | [ 8 ]  |
| España                      | Radojka                            | 2024            | Emilio Gutiérrez Caba y Carlos Hipólito (versión masculina). | Teatro Muñoz Seca (Madrid)                         | [ 9 ]  |
| Estados Unidos (Miami)      | Si te mueres te mato               | 2024-2025       | 2024: Beatriz Valdés y Yuliet Cruz. 2025: Mónica Ayos y Jessica Alvarez. | Tower Theater / Teatro 8                           | [ 10 ] |
| Estados Unidos (Nueva York) | Radojka                            | 2023            | Zulema Clares con Wanda Arriaga y Maria Fontanals. | Repertorio Español                                 | [ 11 ] |
| México                      | Si te mueres, me mato              | 2023            | Susana Alexander y Azela Robinson. Prod: Guillermo Wiechers. | Gira Nacional                                      | [ 12 ] |
| Panamá                      | Radojka                            | 2024            | Mara Bethancourt y Enithzabel Castrellón. | Teatro La Estación                                 | [ 13 ] |
| Paraguay                    | Radojka                            | 2024            | Regina Bachero y Claudia Scavone. | Teatro Casa Mayor                                  | [ 14 ] |
| Portugal                    | Radojka                            | 2025            | Marina Mota y Rosa Villa. | Gira Nacional                                      | [ 15 ] |
| Puerto Rico                 | Si te mueres, me mato              | 2023            | Norwill Fragoso y Naymed Calzada. | Teatro Braulio Castillo                            | [ 16 ] |
| República Dominicana        | Si te mueres, me mato              | 2024            | María Castillo y Aidita Selman. | Teatro Revelo                                      | [ 17 ] |
| Uruguay                     | Radojka                            | 2015            | Victoria Rodríguez y Adriana Da Silva. | Teatro Movie                                       | [ 18 ] |